# Crkva sv. Antuna Padovanskog u Bišću
Crkva svetog Antuna Padovanskog nalazi se u Bihaću, koji je po tome jedinstven grad jer su u njemu tri crkve posvećene svetom Antunu Padovanskom.

## Prva crkva
Već 35 godina nakon smrti sv. Antuna (1266.) u Bihaću je sagrađena crkva posvećena sv. Antunu.
Građena je u gotskom stilu i služila je kao gradska crkva pod upravom dominikanaca.
Godine 1592. crkva je pretvorena u džamiju pod imenom džamija Fethija (Osvojena).
Uz crkvu se nalazio i dominikanski samostan koji se za turskoga vladanja upotrebljavao kao vojarna.
U crkvi su se nalazile nadgrobne ploče, uglavnom pripadnika hrvatskog plemstva, koje su prebačene 1894. odine u Zemaljski muzej Bosne i Hercegovine u Sarajevu. Proglašena je za nacionalni spomenik BiH.

## Druga crkva
Gradnja nove crkve sv. Ante u Bihaću odvijala se u nekoliko faza.  U prvoj fazi, nova crkve sa zvonikom podignuta je na mjestu Žabela, u samom gradu. Gradnja se završila 1891. Godine. U drugoj fazi, 1899. godine, crkva je produžava za 11 m i dograđeno novo polukružno svetište. Restauracija crkve je završena 1913. U trećoj fazi od 1938. do 1941 godine,  ponovo je proširena i dozidan toranj. Saveznički avioni su 1943. godine bombardirali Bihać.  Među uništenim objektima nalazila se i Crkva sv. Ante, od koje je ostao sačuvan samo toranj i dio zidova. Župna crkva sv. Ante Padovanskog s grobnicom bihaćkog plemstva (grobnica hrvatskih velikaša) proglašena je za nacionalni spomenik BiH.   
Grobnica bihaćkog plemstva – grobnica hrvatskih velikaša, nalazi se na udaljenosti od oko 50 m, u drvenom sanduku i lošem stanju. Izrađena je replika.

## Treća crkva
Danas u Bihaću postoji i treća crkva sv. Ante (župna) koja se započela graditi 1970-1972. To je crkva koja i danas služi za potrebe župljana grada Bihaća. Oktogonalnog je oblika. Na zvoniku se nalaze tri zvona. Godine 1977. u crkvu je postavljen križni put (terakota), te nešto kasnije brončani kipovi Sv. Ante, Majke Božje i Nikole Tavelića. U posljednjem ratu (1991. – 1995.) crkva je pretrpjela oštećenja.

### Članci
- Dragić, Marko. 2018. Štovanje sv. Antuna Padovanskoga u hrvatskoj crkveno-pučkoj baštini. Ethnologica Dalmatica. Etnografski muzej Split. Split. 25: 37–66

## Vanjske poveznice
- Župa Bihać
- Crkva sv. Ante